# Hanna Neumann
Johanna Neumann (nata von Caemmerer; Lankwitz, 12 febbraio 1914 – Ottawa, 14 novembre 1971) è stata una matematica tedesca specializzata nel campo della teoria dei gruppi.

## Biografia
Johanna Neumann nacque in un quartiere di Steglitz-Zehlendorf, oggi un distretto di Berlino. Era la più giovane dei tre figli dello storico Hermann e di Katharina von Caemmerer, discendenti di ufficiali ugonotti-prussiani. Suo padre morì durante la prima guerra mondiale.
Dopo aver frequentato il liceo femminile Auguste-Viktoria-Schule, Hanna si iscrisse all'Università di Berlino nel 1932, dove al primo anno seguì i corsi di introduzione alle matematiche superiori tenuto da Georg Feigl, di geometria analitica e proiettiva di Ludwig Bieberbach, di calcolo differenziale e integrale di Erhard Schmidt, e di teoria dei numeri di Friedrich Schur. Seguì inoltre corsi di fisica, psicologia, letteratura e legge. Come risultato del lavoro del primo anno ottenne la riduzione di tre quarti delle tasse universitarie e l'incarico part-time di assistente alla biblioteca dell'Istituto di Matematica. A questo anno risale l'amicizia con il suo futuro marito Bernhard Neumann, il quale, in quanto ebreo, si trasferì a Cambridge nell'agosto 1933, a seguito della presa del potere da parte del partito nazista. Hanna lo andò a trovare in Inghilterra nel 1934 e si fidanzarono in segreto.
Durante il suo secondo anno di università fece parte di un gruppo di studenti che tentarono di evitare l'interruzione dei corsi tenuti da professori ebrei. Probabilmente a causa di queste attività perse il lavoro all'istituto di matematica ma continuò a beneficiare dell'esonero completo dalle tasse universitarie.
Nel 1936 si laureò in matematica e fisica e l'anno dopo cominciò un dottorato all'università di Gottinga sotto la supervisione di Helmut Hasse riguardo allo studio dell'ipotesi di Riemann per campi di funzioni su campi finiti (problema risolto da Weil nel 1940). Durante questo periodo Bernhard e Hanna poterono comunicare grazie a una corrispondenza anonima passata attraverso amici e si incontrarono una sola volta. Nel luglio 1938 Hanna interruppe il suo dottorato per trasferirsi in Inghilterra, dove sposò Bernhard nel dicembre dello stesso anno a Cardiff. La coppia si stabilì a Oxford, dove nel 1944 Hanna Neumann sostenne la tesi di dottorato sulla teoria dei gruppi presso la Society of Oxford Home-Students (oggi St Anne's College), sotto la supervisone di Olga Taussky-Todd ed esaminata da Philip Hall e Henry Whitehead. Il titolo della tesi fu 'Sub-group Structure of Free Products of Groups with an Amalgamated Subgroup'.
Dopo aver preso la cittadinanza britannica divenne professoressa all'Università di Hull nel 1946. Nel 1949 dimostrò, con Bernhard Neumann e Graham Higman, il teorema sulle estensioni HNN (che prese il nome dalle loro tre iniziali).
Nel 1958 divenne docente presso il dipartimento di matematica del Collegio di Scienze e Tecnologie dell'Università di Manchester (diventato poi UMIST), dove fu incaricata dell'organizzazione completa del corso di matematica, che rese al contempo più efficace e più orientato verso l'astrazione. Nel 1961-62 Hanna e Bernhard trascorsero un anno al Courant Institute of Mathematical Sciences dell'università di New York. 
La coppia si stabilì in Australia nel 1963, dove insegnarono entrambi all'Università Nazionale Australiana di Canberra. Hanna divenne la prima donna a insegnare matematica in Australia. 
Morì di aneurisma cerebrale durante un viaggio di lavoro a Ottawa. 
Hanna e Bernhard ebbero cinque figli, di cui quattro furono matematici, tra cui Peter e Walter Neumann. Si interessò anche di botanica e fotografia e fu molto appassionata di ciclismo. Un edificio dell'Università Nazionale Australiana le è stato dedicato nel 1973.